# Wim Wenders

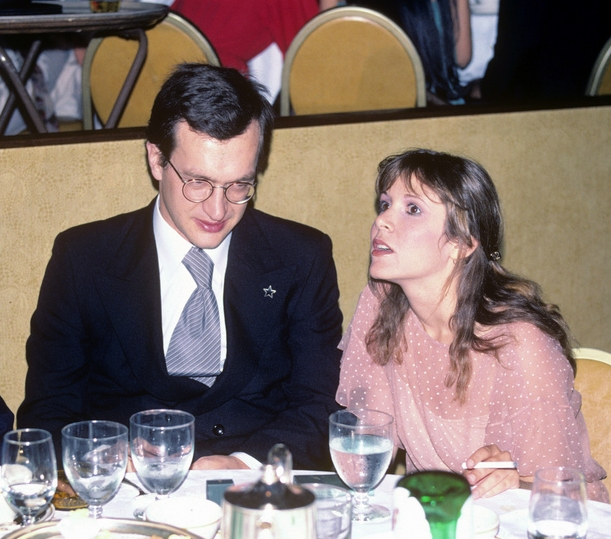
W. Wenders i C. Fisher, 1978

Ernst Wilhelm „Wim” Wenders (ur. 14 sierpnia 1945 w Düsseldorfie) – niemiecki reżyser, scenarzysta i producent filmowy oraz fotografik.

## Życiorys
Wim Wenders studiował medycynę i filozofię w Monachium, Fryburgu Bryzgowijskim i Düsseldorfie. Naukę jednak przerwał i wyjechał do Paryża. W 1968 podjął studia w Wyższej Szkole Telewizji i Filmu w Monachium, którą ukończył w 1970. Pracą dyplomową był film Summer in the city. W 1974 reżyser założył własne przedsiębiorstwo Wim Wenders Produktion. Wykłada gościnnie w Wyższej Szkole Sztuk Pięknych w Hamburgu.
W 1989 został przewodniczącym Europejskiej Akademii Filmowej. Przewodniczył jury konkursu głównego na 42. MFF w Cannes (1989) oraz na 65. MFF w Wenecji (2008). Był również przewodniczącym jury Złotej Kamery na 56. MFF w Cannes (2003).
W 2005 został odznaczony orderem Pour le Mérite, a rok później – Wielkim Krzyżem Zasługi z Gwiazdą Orderu Zasługi Republiki Federalnej Niemiec.
Wenders został również odznaczony Złotym Medalem „Zasłużony Kulturze Gloria Artis” (2005) oraz Berlińskim Order Zasługi (2015).
Jego żonami były: 
- Edda Köchl (1968–1974),
- Lisa Kreuzer (1974–1978),
- Ronee Blakley (1979–1981),
- Isabelle Weingarten (1981–1982).
- Donatą Wenders (od 1993)[1][3].

## Publikacje
- 1987: Written in the West
- 2001: Bilder von der Oberfläche der Erde (Zdjęcia z powierzchni Ziemi)

## Nagrody
- Nagroda BAFTA Najlepszy reżyser: 1985 Paryż, Teksas
- Nagroda na MFF w Cannes
  - Złota Palma: 1976 Z biegiem czasu
  - 1984 Paryż, Teksas
  - 1987 Niebo nad Berlinem
  - Wielka Nagroda Jury: 1993 Tak daleko, tak blisko
  - Nagroda Jury Ekumenicznego: 1984 Paryż, Teksas
  - Nagroda FIPRESCI: 1976 Z biegiem czasu
  - 1984 Paryż, Teksas
- Nagroda na MFF w Berlinie Nagroda Jury • Srebrny Niedźwiedź: 2000 The Million Dollar Hotel

## Filmografia
- 1970: Summer in the City
- 1972: Strach bramkarza przed jedenastką (Die Angst des Tormannes beim Elfmeter)
- 1973: Szkarłatna litera (Der Scharlachrote Buchstabe)
- 1974: Alicja w miastach (Alice in den Städten)
- 1974: Ein Haus für uns – Jugenderholungsheim (serial TV, 1974–1975)
- 1975: Fałszywy ruch (Falsche Bewegung)
- 1976: Z biegiem czasu (Im Lauf der Zeit)
- 1977: Amerykański przyjaciel (Der amerikanische Freund)
- 1980: Film Nicka (Lightning Over Water), dokumentalny
- 1982: Hammett
- 1982: Stan rzeczy
- 1982: Reverse Angle (dokumentalny)
- 1982: Chambre 888 (dokumentalny)
- 1984: Paryż, Teksas (Paris, Texas)
- 1984: I played It for You, dokumentalny
- 1985: Tokyo-Ga, dokumentalny
- 1987: Niebo nad Berlinem (Der Himmel über Berlin)
- 1989: Notatki o strojach i miastach (Aufzeichnungen zu Kleidern und Städten) dokument.
- 1991:  Aż na koniec świata (Bis ans Ende der Welt)
- 1992:  Arisha, der Bär und der steinerne Ring
- 1993: Tak daleko, tak blisko (In weiter Ferne, so nah!)
- 1994: Lisbon Story
- 1995: Bracia Skladanowscy (Die Gebrüder Skladanowsky)
- 1995: Lumiere i spółka (Lumière et compagnie), dokumentalny
- 1995: Po tamtej stronie chmur (Al di là delle nuvole)
- 1997: Koniec przemocy (The End of Violence)
- 1998: Willie Nelson at the Teatro
- 1999: Buena Vista Social Club
- 2000: Million Dollar Hotel (The Million Dollar Hotel)
- 2002: 10 minut później: Trąbka[6], reżyser cz. „Twelve Miles to Trona”
- 2003: The Soul of a Man, dokumentalny
- 2003: Martin Scorsese przedstawia: The Blues[7], reżyser cz. „The Soul of a Man”
- 2004: Kraina obfitości (Land of Plenty)
- 2005: Nie wracaj w te strony (Don't Come Knocking)
- 2007:  Niewidzialni (Invisibles), reżyser segmentu „Invisible Crimes” dokumentalny
- 2007: Kocham kino[8], reżyser części „War in Peace”
- 2008: Spotkanie w Palermo (Palermo Shooting)
- 2008: 8, reżyser segmentu „Person to Person”
- 2010: If Buildings Could Talk krótkometrażowy
- 2011: Pina dokumentalny
- 2011: Mundo Invisível, reżyser segmentu „Ver ou Não Ver”
- 2012: The Miso Soup
- 2014: Świątynie kultury 3D[9], reżyser cz. „Berlin Philharmonic Hall”, serial dok. TV
- 2014: Sól ziemi (Le sel de la terre), dokumentalny
- 2015: Wszystko będzie dobrze (Every Thing Will Be Fine)
- 2016: Piękne dni (The Beautiful Days of Aranjuez)
- 2017: Zanurzeni (Submergence)
- 2018: Papież Franciszek i jego przesłanie (Pope Francis: A Man of His Word) dokument.
- 2023: Perfect Days[10][1][3].